# Reef Doctors - Dottori a Hope Island
Reef Doctors - Dottori a Hope Island (Reef Doctors) è una serie televisiva australiana ideata e prodotta da Jonathan M. Shiff nel 2013 per 13 episodi.

## Distribuzione
In Australia, la serie è stata trasmessa su Network Ten per i primi due episodi, e su Eleven per i restanti.
In Ungheria è stata trasmessa dalla Magyar Televízió nel 2014 con il titolo Álomsziget doktorai.
In Germania è stata trasmessa dalla ZDF nel 2015 con il titolo Reef Doctors - Die Inselklinik.
In Italia è stata trasmessa su Rai 1 nel 2016.

## Personaggi
- Dottoressa Sam Stewart, interpretata da Lisa McCune, doppiata da Giò Giò Rapattoni.
Sam Stewart guida una squadra di dottori della clinica della piccola isola di Hope Island ed è una madre single interessata ai veleni, dai quali spera di trovare una cura per le malattie mortali. Insieme ai suoi colleghi, si prende cura dei residenti di Hope Island e delle isole vicine, oltre che dei turisti in visita.
- Dottor Rick D'Alessandro, interpretato da Richard Brancatisano, doppiato da Marco Vivio.
- Toby McGrath, interpretato da Rohan Nichol, doppiato da Riccardo Scarafoni.
- Freya Klein, interpretata da Susan Hoecke, doppiata da Joy Saltarelli.
- Gus Cochrane, interpretato da Andrew Ryan, doppiato da Francesco Pezzulli.
- Olivia Shaw, interpretata da Tasneem Roc, doppiata da Perla Liberatori.
È talvolta soprannominata Livvy.
- Sonny Farrell, interpretato da Rod Mullinar, doppiato da Diego Reggente.
- Jack Stewart, interpretato da Justin Holborow, doppiato da Leonardo Caneva.
- Nell Saunders, interpretata da Chloe Bayliss, doppiata da Chiara Oliviero.
- Professor Andrew Walsh, interpretato da Matt Day.
- Malcolm Reid, interpretato da Kristof Piechocki.
- Gillian, interpretata da Alexandra Davies.
- Josie, interpretata da Lucy Fry.

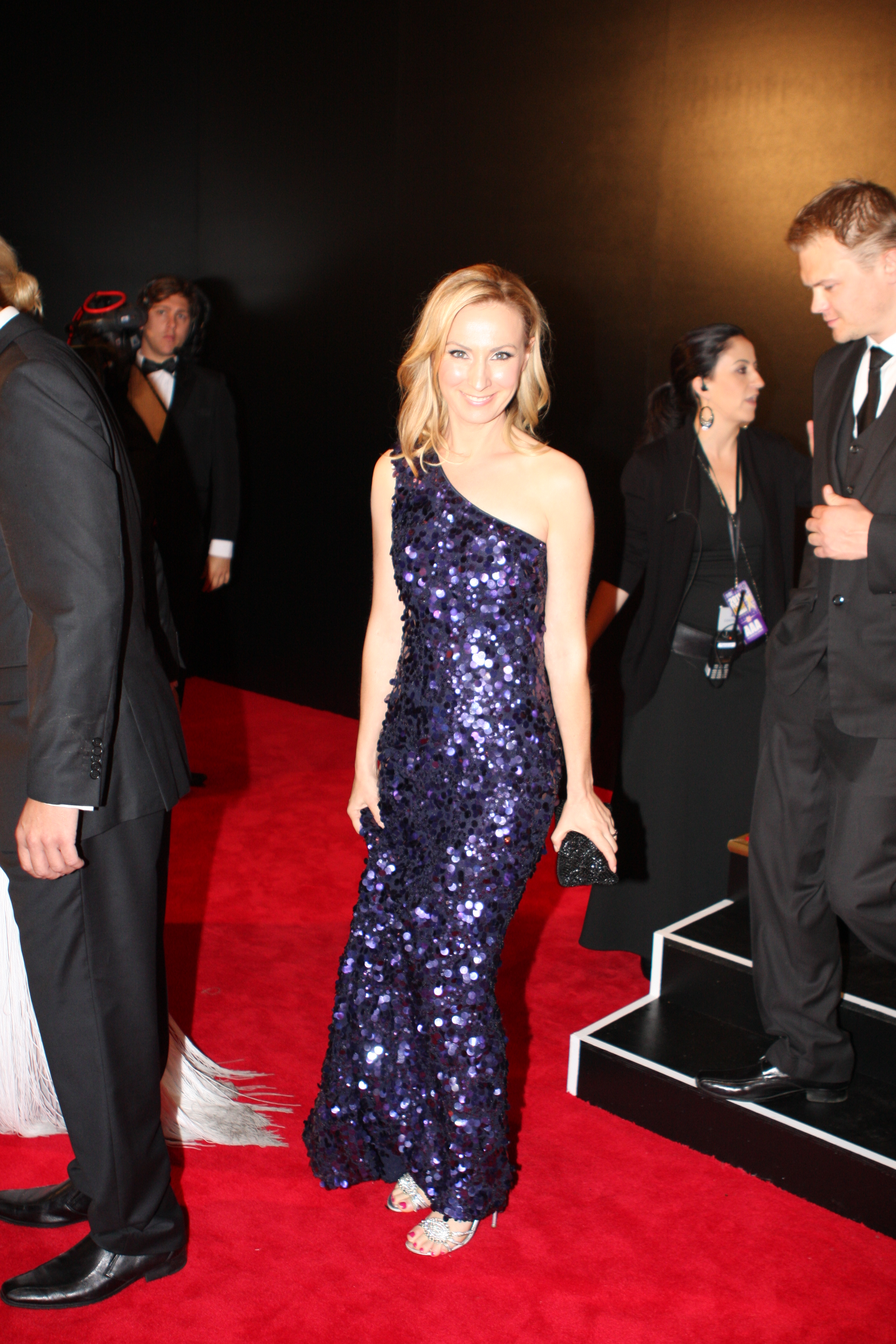
Lisa McCune interpreta Sam Stewart
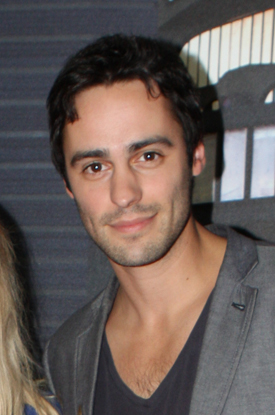
Richard Brancatisano interpreta Rick D'Alessandro
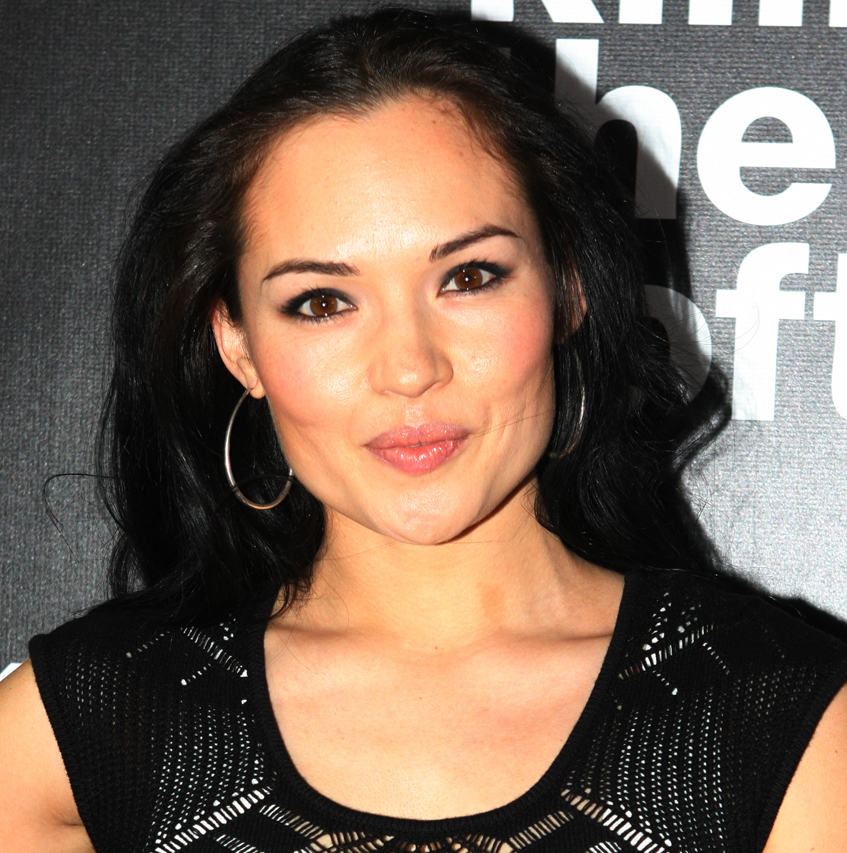
Tasneem Roc interpreta Olivia Shaw
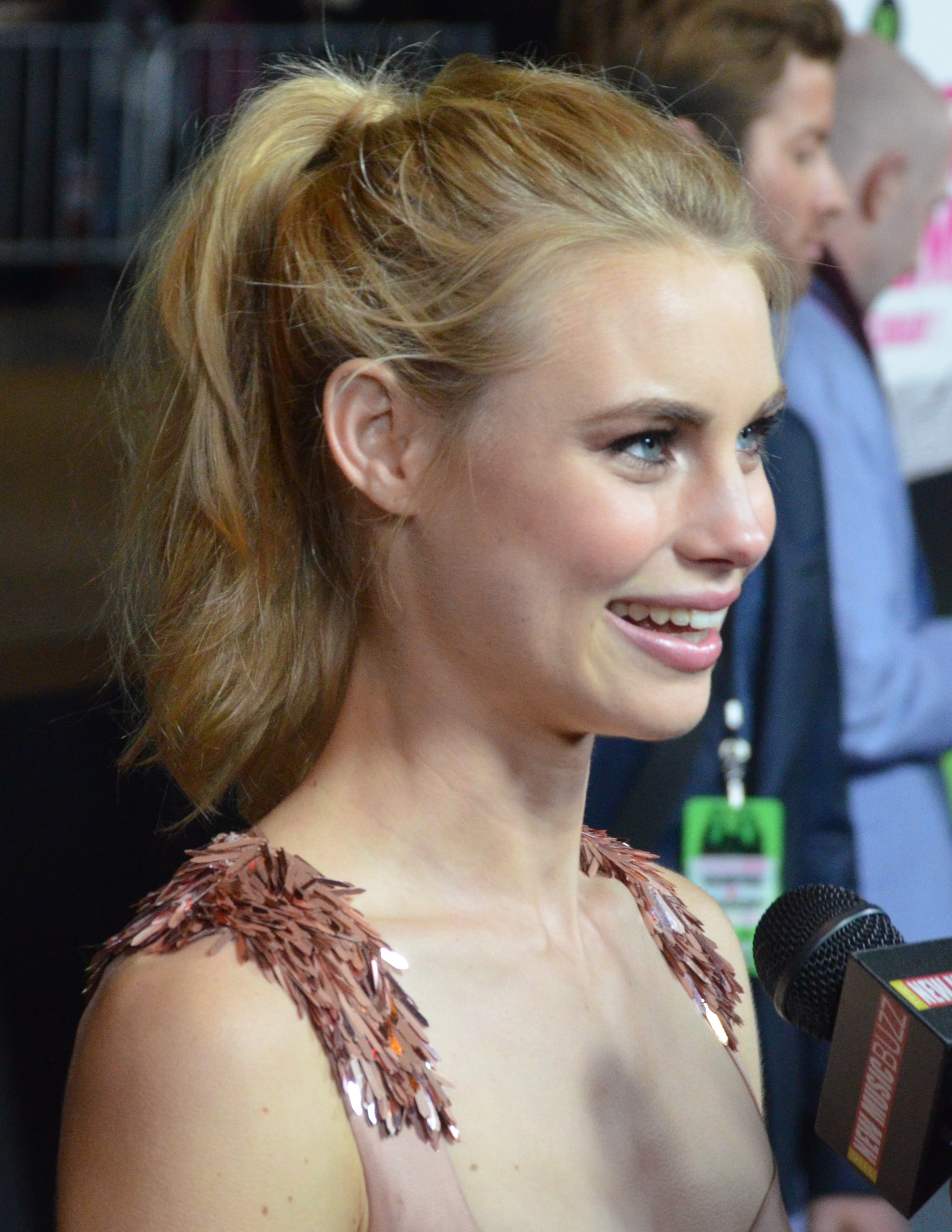
Lucy Fry partecipa all'episodio 5

## Episodi
La regia della serie è di Colin Budds dall'episodio numero 1 all'episodio numero 7; il telefilm è stato invece diretto da Grant Brown dall'episodio numero 8 all'episodio numero 13. Segue l'elenco degli sceneggiatori della serie.
1. scritto da Jutta Goetze
2. scritto da Fiona Wood
3. scritto da Mia Tolhurst
4. scritto da Sue Hore
5. scritto da John Ridley
6. scritto da Anthony Morris
7. scritto da Deb Parsons
8. scritto da Elizabeth Coleman
9. scritto da Annie Beach
10. scritto da Fiona Wood
11. scritto da Meaghan Rodriguez
12. scritto da Anthony Morris
13. scritto da Jutta Goetze

| n° | Titolo originale | Titolo italiano              | Prima TV Australia | Prima TV Italia  |
| -- | ---------------- | ---------------------------- | ------------------ | ---------------- |
| 1  | Venom Doc        | Il nuovo arrivato            | 9 giugno 2013      | 30 maggio 2016   |
| 2  | Episode Two      | Rapporti difficili           | 21 giugno 2013     | 31 maggio 2016   |
| 3  | Episode Three    | La lezione                   | 29 giugno 2013     | 1º giugno 2016   |
| 4  | Episode Four     | Una giornata pungente        | 6 luglio 2013      | 3 giugno 2016    |
| 5  | Episode Five     | La giornata dell'accoglienza | 13 luglio 2013     | 27 novembre 2016 |
| 6  | Episode Six      | La grotta delle farfalle     | 20 luglio 2013     | 6 giugno 2016    |
| 7  | Episode Seven    | Oltre la paura               | 27 luglio 2013     | 7 giugno 2016    |
| 8  | Episode Eight    | Finanziamento a rischio      | 3 agosto 2013      | 8 giugno 2016    |
| 9  | Episode Nine     | Dispersi in mare             | 10 agosto 2013     | 9 giugno 2016    |
| 10 | Episode Ten      | È arrivata l'ameba           | 17 agosto 2013     | 10 giugno 2016   |
| 11 | Episode Eleven   | L'incidente                  | 24 agosto 2013     | 13 giugno 2016   |
| 12 | Episode Twelve   | La rivale                    | 31 agosto 2013     | 14 giugno 2016   |
| 13 | Episode Thirteen | Il terribile veleno          | 7 settembre 2013   | 16 giugno 2016   |